# Dark Phoenix (Hans Zimmer)
Dark Phoenix is de originele soundtrack van de film X-Men: Dark Phoenix (in de Verenigde Staten uitgebracht als Dark Phoenix), gecomponeerd door Hans Zimmer. Het album werd digitaal vrijgegeven op 7 juni 2019 door Fox Music.
In januari 2018 verklaarde Evan Peters dat Hans Zimmer de originele filmmuziek zal componeren, ondanks dat Zimmer in maart 2016 na de release van de film Batman v Superman: Dawn of Justice nog had gezegd geen superheldenfilm opdrachten meer zullen aannemen. Zimmer veranderde van gedachten na gesprekken met regisseur Ron Howard die hem ervan overtuigde om geen genre te vermijden, maar te wachten op het juiste verhaal. Simon Kinberg kreeg Zimmer zover om mee te doen aan een nieuw superheldenfilmproject na gesprekken over het project Dark Phoenix.
Het orkest stond onder leiding van Nick Glennie-Smith. Het nummer "Amity" bevat een fragment uit "When I am laid in earth" uit de opera Dido and Aeneas van de componist Henry Purcell.

## Nummers
1. "Gap" (8:07)
2. "Dark" (4:27)
3. "Frameshift" (8:15)
4. "Amity" (5:52)
5. "Intimate" (10:14)
6. "Negative" (3:58)
7. "Deletion" (4:51)
8. "Reckless" (9:35)
9. "Insertion" (7:56)
10. "Coda" (4:40)

## Xperiments From Dark Phoenix
Xperiments From Dark Phoenix is de tweede soundtrack van de film X-Men: Dark Phoenix, gecomponeerd door Hans Zimmer. Het album werd digitaal vrijgegeven op 2 augustus 2019 door Remote Control Productions.
Op 25 juli 2019 werd de soundtrack aangekondigd, dat oorspronkelijk gepland stond als tweede schijf op een set met twee cd's. Mede door een petitie dat geleid werd door fans naar Fox Music toen bleek dat het materiaal niet zou worden vrijgegeven, werd het materiaal na uitstel toch nog vrijgegeven in de vorm een tweede album. Zimmer onthulde later in een interview dat meer dan 16 uur muziek werd geschreven voor de film en dat hij vocht om een tweede schijf uit te brengen na kritieke en financiële falen van de film. De nummers "X-MP" en "X-F" bevatten een fragment uit "When I am laid in earth" uit de opera Dido and Aeneas van de componist Henry Purcell.

### Nummers
1. "X-HZT" (17:27)
2. "X-X" (5:59)
3. "X-LGDP" (8:07)
4. "X-SI" (6:25)
5. "X-HD" (3:32)
6. "X-MP" (3:21)
7. "X-MT" (5:02)
8. "X-TX" (8:48)
9. "X-MDP" (9:06)
10. "X-F" (3:56)
11. "X-CH" (4:58)
12. "X-SS" (2:01)

### Overige credits
- David Fleming - additionele componist
- Steve Mazzaro - additionele componist
- Andy Page - additionele componist
- Loire Cotler - zang
- Suzanne Waters - zang
- Katy Stephan - zang
- Guthrie Govan - gitaar
- Nico Abondolo - contrabas
- Tina Guo - cello / elektrische cello
- Ryan Rubin - editor
- Alex Gibson - supervising editor
- Seth Waldmann - scoring mixer